# Lycoriella longispina
Lycoriella longispina är en tvåvingeart som beskrevs av Yang och Zhang 1989. Lycoriella longispina ingår i släktet Lycoriella och familjen sorgmyggor. Inga underarter finns listade i Catalogue of Life.